# Raphael Rabello
Raphael Baptista Rabello (30 octobre 1962 - 27 avril 1995), est un compositeur et guitariste virtuose brésilien.

## Premières années
Rabello est né dans une famille de musiciens : sa sœur, Luciana se fait un nom comme instrumentiste de cavaquinho, son premier professeur de guitare est son frère aîné. Il déménage et prend des cours privés avec Jaime Florence (le fameux "MEYRA", qui a également enseigné la guitare à Baden Powell, dans les années 1940). Il passe à la guitare brésilienne à sept cordes influencé par Dino 7 Cordas. À l'âge de 14 ans il devient professionnel et participe à l'enregistrement de Choros avec le célèbre guitariste classique Turibio Santos.
Rabello prend des cours avec le guitariste Dino 7 Cordas (Dino 7 cordes), avec qui il enregistre un album en 1991. Rabello joue également de la guitare à 7 cordes, et pendant un certain temps, a adopté le nom de Raphaël 7 cordes (le nom de son premier disque). Au début des années 1980, il participe en qualité d'instrumentiste dans des enregistrements de samba avec João Nogueira. Il développe un rythme de samba à la guitare qui est reproduit par de nombreux guitaristes à 7 cordes d'aujourd'hui et notamment le guitariste virtuose Yamandu Costa.
À propos de son élève, Dino a dit: "Il n'a pas de limites, technique, vitesse, goût de l'harmonie, un artiste complet.

## Révélation
Ses années les plus productives ont été entre 1982 et 1995. Il était considéré par beaucoup comme l'un des meilleurs guitaristes de sa génération. Rabello a joué dans de nombreux styles différents, mais le choro était son préféré.
Il a participé à des concerts et des enregistrements avec de célèbres musiciens brésiliens, tels que Tom Jobim, Ney Matogrosso, Jaques Morelenbaum et Paulo Moura, ainsi que de nombreux guitaristes de renommée internationale, tels que Paco de Lucía.

## Dernières années
En 1989, Raphaël eut un accident de voiture (en taxi, à Leblon) et subit de multiples fractures au bras droit (humerus). Il récupéra assez rapidement et continua à jouer magistralement. Toutefois, en raison de ses blessures, il dût passer par de nombreuses interventions chirurgicales, et fut tragiquement contaminé par le VIH lors d'une transfusion sanguine. Désespéré et devenu dépendant à la cocaïne, il mourut d'une infection généralisée le 27 avril 1995.
Raphael a eu deux filles. 
2 albums de Rabello ont été publiés à titre posthume et une école de Choro porte son nom.

## Discographie

### Albums
- 1982 - Sete Cordas (Fontana)
- 1984 - Tributo a Garoto (/w Radamés Gnattali)
- 1987 - Interpreta Radamés Gnattali" (Visom)
- 1988 - Rafael Rabello (Visom)
- 1990 - A flor da pele (/w Ney Matogrosso) (Som Livre)
- 1991 - Todo sentimento (/w Elizeth Cardoso) (BMG-RCA)
- 1991 - Raphael Rabello & Dino 7 Cordas" (/w Dino 7 cordas) (Caju Music)
- 1992 - Dois irmãos (/w Paulo Moura) (Caju Music-Milestone)
- 1992 - Todos os tons (BMG-RCA)
- 1992 - Shades of Rio (/w Romero Lubambo) (Chesky Records)
- 1993 - Delicatesse (/w Déo Rian) (BMG-RCA)
- 1994 - Cry my guitar (GSP)
- 1994 - Relendo Dilermando Reis" (RGE)
- 1997 - Em concerto (/w Armandinho) (live) (Spotlight)
- 2001 - Amelia Rabello & Raphael Rabello" (Acari Records)
- 2002 - Raphael Rabello & Guests: Mestre Capiba por Raphael Rabello e Convidados (Acari Records)